# Plectoptera subporcellana
Plectoptera subporcellana är en kackerlacksart som beskrevs av Karlis Princis 1948. Plectoptera subporcellana ingår i släktet Plectoptera och familjen småkackerlackor. Inga underarter finns listade i Catalogue of Life.